# Coras aerialis
Coras aerialis là một loài nhện trong họ Amaurobiidae.
Loài này thuộc chi Coras. Coras aerialis được miêu tả năm 1946 bởi Muma.